# 八一九讲话
“8·19”讲话是指中国共产党中央委员会总书记习近平在2013年8月19日出席全国宣传思想工作会议时所作的讲话。在讲话中总书记习近平提到：“意识形态工作是党的一项极端重要的工作”、“巩固马克思主义的指导地位”、“宣传思想部门必须守土有责”等内容。中共中央政治局常委、中央书记处书记刘云山提到：“有一小撮反动知识分子，利用互联网，对党的领导、社会主义制度、国家政权造谣、攻击、污蔑，一定要严肃打击。”

## 后续影响
“8·19”讲话发表后，各地中共党委书记、宣传部长纷纷对讲话内容公开表明自己的立场与态度。中共亦随即掀起了整治网络运动。

## 讲话泄密谜云
新华社在20号立即播发了这个讲话的要点，在全国掀起了学习讲话的政治运动。
但后来中共中央保密委员会办公室、国家保密局发布了《关于“8.19讲话”网上泄密事件查处情况的通报》，民运人士高瑜亦因此被抓捕，是否讲话还有很多秘密内容不得而知。